# Dmitrij Ševčenko
Dmitrij Stěpanovič Ševčenko (* 13. listopadu 1967 Moskva, Sovětský svaz) je bývalý sovětský a ruský sportovní šermíř, který se specializoval na šerm fleretem.
Sovětský svaz a Rusko reprezentoval v devadesátých letech. Jako sovětský reprezentant zastupoval moskevskou šermířskou školu, která spadala pod Ruskou SFSR. Na olympijských hrách startoval v roce 1992, 1996 a 2000 v soutěži jednotlivců a družstev. V soutěži jednotlivců získal na olympijských hrách 2000 bronzovou olympijskou medaili. V roce 1995 získal titul mistra světa v soutěži jednotlivců a v roce 1994 titul mistra Evropy v soutěži jednotlivců. Se sovětským družstvem fleretistů vybojoval v roce 1989 titul mistra světa a s ruským družstvem fleretistů získal na olympijských hrách 1996 zlatou olympijskou medaili.